# ميكائيل إكلوند
ميكائيل إكلوند (بالسويدية: Mikael Eklund)‏ (و. 1981  م) هو لاعب كرة قدم، من السويد، يلعب كمُدَافِع.

## روابط خارجية
- ميكائيل إكلوند على موقع اتحاد السويد (السويدية)
- ميكائيل إكلوند على موقع قاعدة بيانات كرة القدم.إي يو (الإنجليزية)
- ميكائيل إكلوند على موقع عالم كرة القدم.نت (الإنجليزية)